# 豆皮
豆皮，又稱三鮮豆皮，是湖北省武汉市的一道传统小吃，迄今已有400年的历史，味咸，外層由綠豆粉混和蛋漿煎成；下層則是由糯米飯混著滷製過的鲜菇（香菇）、鲜肉和鲜笋（即三鲜），吃起来口感香糯而味鲜，是广受市民喜爱的早餐、夜宵的好選擇。此外，在武汉城市圈和恩施市等地，也很受欢迎。

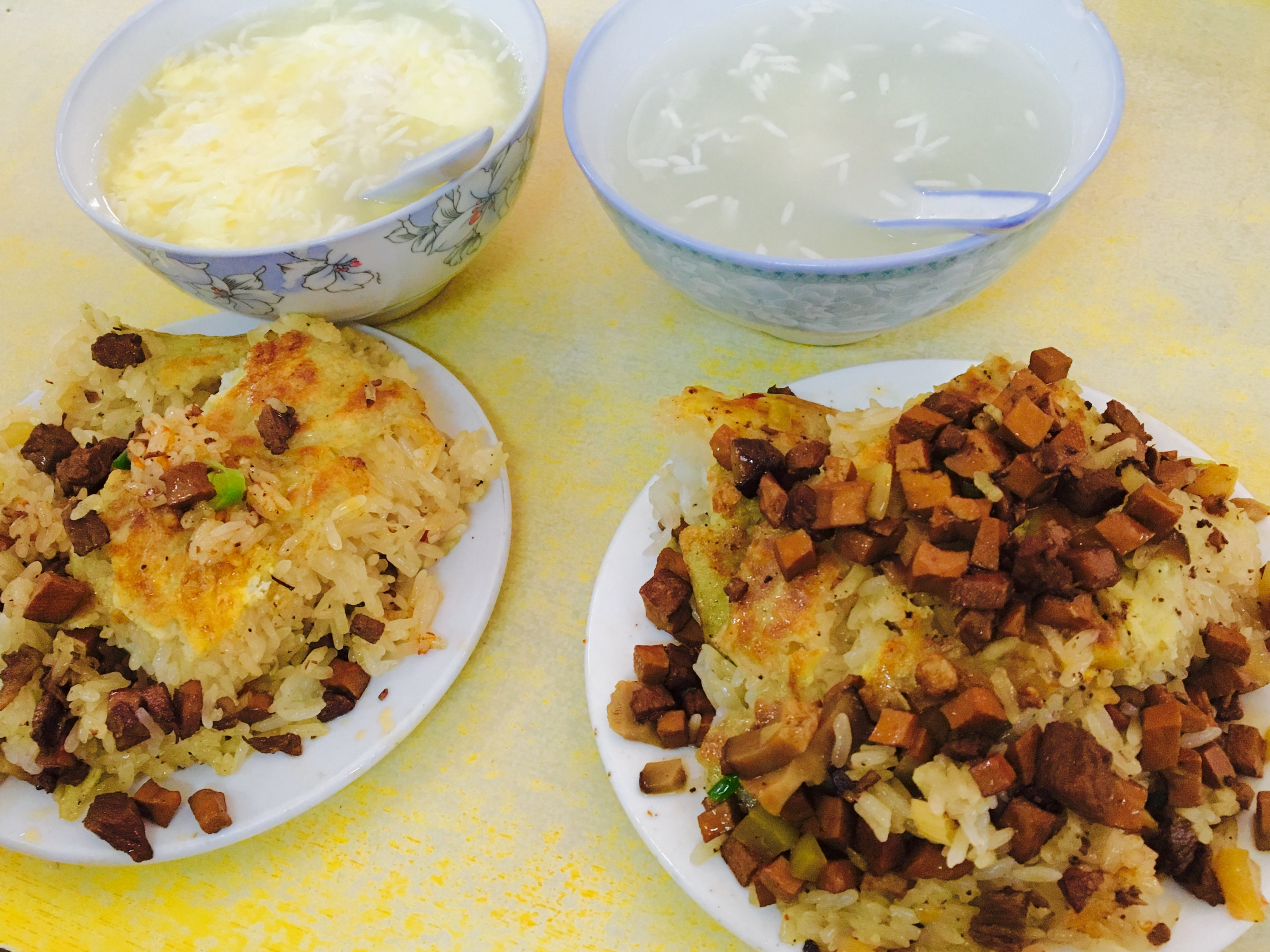
武汉的豆皮早餐，右上角为清酒，左上角为蛋酒

## 历史
三鮮豆皮迄今已有400年的历史，還有人称此時品為「豆皮大王」，老通城的豆皮曾受到毛泽东好评。一些店铺的广告中曾經出現「毛主席吃过的武汉小吃」。

## 材料

### 麵皮
传统豆皮的“皮”是用鸡蛋、面粉、米粉，与黄豆浆（有时还要加入绿豆浆）等调和而成

### 馅料
传统豆皮的馅料丰富，中间裹以糯米、萝卜干、榨菜、青豆、五香豆干，香菇丁，和各式精肉丝、肉丁等等。
豆皮的馅料除了精肉丝外，还可以用牛肉粒、冬菇、冬笋丁、虾仁等其他材料，故而馅料也是异常鲜美。

## 製法

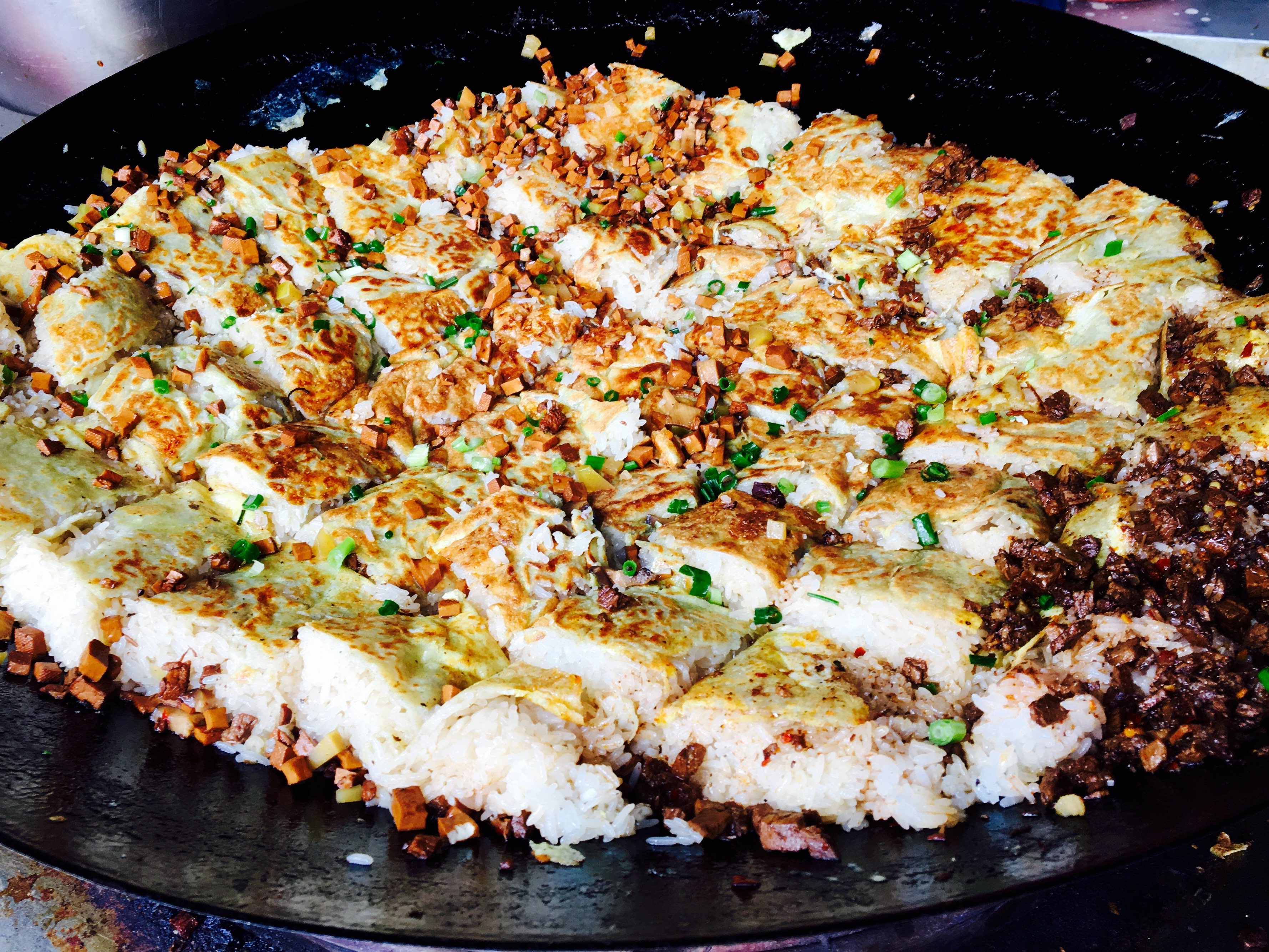
一锅刚制作好的豆皮

### 传统做法
传统的豆皮是在大热铁锅内完成。先把上好的绿豆磨浆加上一定比例的米浆和鸡蛋汁搅拌均匀，用大铁锅将搅拌好的浆汁平摊入锅，摊成面皮（糕衣），再铺上一层糯米（比较考究的制作方法是提前一天用水泡好糯米，然后做成糯米饭），淋油，撒入馅料（馅料事先用少量上等猪油拌炒），翻盖上摊好的浆皮，蓋上蓋子，热数分钟，撒上小葱花，起锅。最后切成5-8厘米见方的小块，3-6小块左右一份盛盘。

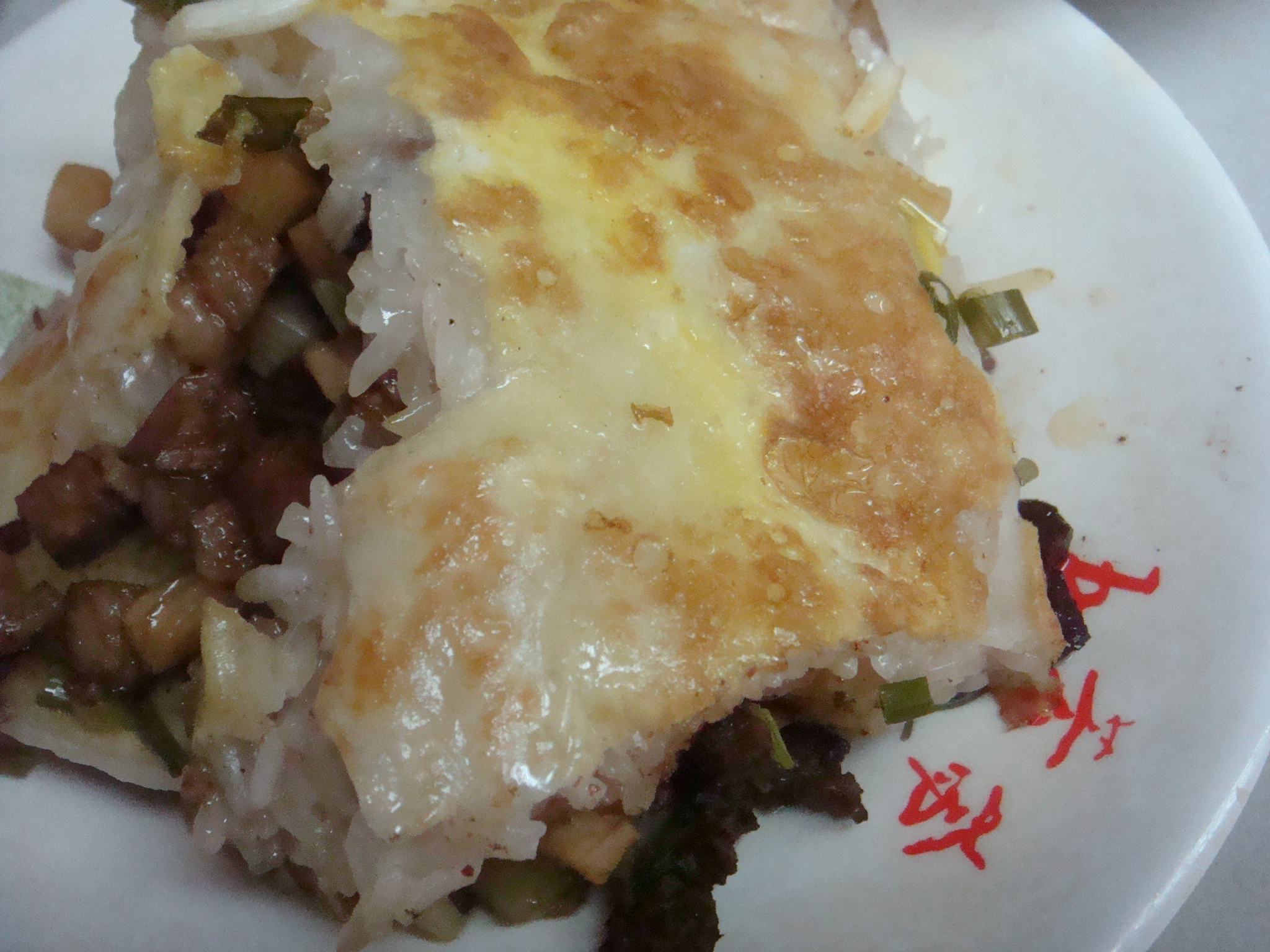
五芳齋的豆皮